# Luigi Gasparotto
Luigi Gasparotto (Sacile, 31 maggio 1873 – Roccolo di Cantello, 29 giugno 1954) è stato un politico e avvocato italiano.

## Biografia
Il padre Leopoldo Gasparotto, piccolo proprietario terriero e garibaldino, lo educò agli ideali democratici e laici. Trasferitosi a Milano, esercitò la professione di avvocato e frequentò la Società democratica lombarda. Fin dal 1897 aderì alla Massoneria, frequentando l'istituzione milanese.
Per diversi anni presidente del Mercato di San Lorenzo a Sacile, poi divenuta Sagra dei Osei.

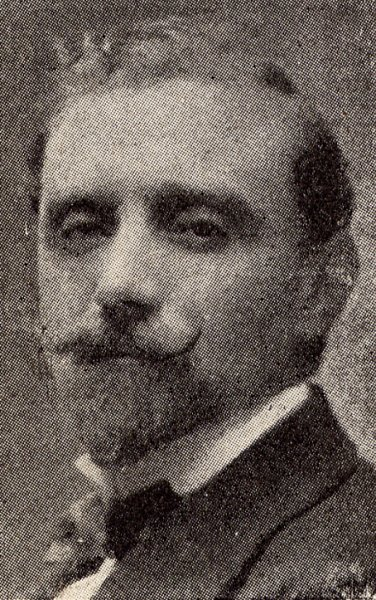
Gasparotto nel 1919

Venne eletto deputato del Regno d'Italia a Milano nel 1913 . Combattente della prima guerra mondiale, fu decorato con tre medaglie d'argento al valore militare. Fu nel dopoguerra tra i fondatori dell'Associazione nazionale combattenti e promosse un movimento di ex combattenti denominato "Rinnovamento nazionale", di ispirazione radicale con il quale fu riconfermato alla Camera nel 1919, e ancora nel giugno 1921 con Democrazia sociale .
Fu Ministro della Guerra nel luglio 1921 nel governo Bonomi I, durante il quale promosse il rito del Milite ignoto, fino al febbraio 1922.
Eletto deputato ancora nel 1924, fu vice presidente della Camera. Pur non aderendo alla secessione aventiniana contro Mussolini fece parte dell'opposizione in aula e si dimise da vicepresidente nel dicembre 1926. Conclusa la legislatura nel 1928, si ritirò dalla vita politica.
Nel periodo costituzionale transitorio fu ministro dell'aeronautica dal gennaio al giugno 1945.
Al termine della seconda guerra mondiale è stato uno dei fondatori del Partito Democratico del Lavoro. Fu chiamato nella Consulta nazionale e nel dicembre 1945 fu Ministro dell'assistenza postbellica nel governo De Gasperi I fino al luglio 1946.
Eletto Deputato all'Assemblea Costituente nel giugno 1946 per l'Unione Democratica Nazionale, fu il primo ministro della difesa, nato con l'incorporazione di tre ministeri (Guerra, Marina e Aeronautica) nel III governo De Gasperi (febbraio-maggio 1947).
Senatore della Repubblica di nomina, nella I legislatura (1948), dopo le dimissioni di Giuseppe Paratore venne proposto alla Presidenza del Senato, ma rinunziò alla candidatura poco prima della votazione. Fu vicepresidente del gruppo misto fino al 1953 . Fu anche presidente della Fiera di Milano. 
Morì il 29 giugno 1954, all'età di 81 anni. 

## Uffici parlamentari
- Vicepresidente della Camera dei deputati del Regno d'Italia dal 11 giugno al 4 luglio 1921
- Vicepresidente della Camera dei deputati del Regno d'Italia dal 24 maggio 1924 al 14 dicembre 1926
- Presidente della Commissione speciale per riferire sul disegno di legge costituzionale "proroga del termine previsto per la durata della costituente" dall'11 giugno 1947 al 31 gennaio 1948
- Presidente della Commissione speciale d'inchiesta per l'esame delle accuse mosse dal deputato Cianca al deputato Chieffi dal 13 dicembre 1947 al 31 gennaio 1948

## Opere
- Diario di un fante, 2 voll., Milano, Fratelli Treves Editori, 1919; col titolo Rapsodie (Diario di un fante), V ed. riveduta e ampliata, con 19 illustrazioni, Treves, 1925; a cura di R. Ziliani, Collana I libri della Prima Guerra Mondiale, Nordpress, 2002, ISBN 978-88-853-8296-1; Collana Narrativa della Grande Guerra n.16, Milano, Corriere della Sera, 2016; Collana Narrativa italiana delle due guerre, Corriere della Sera, 2024, ISBN 977-18-257-8834-3.
- Diario di un deputato. Cinquant'anni di vita politica italiana, Collana Confessioni e battaglie, Milano, Dall'Oglio, 1945.

## Archivio
L'archivio personale di Luigi Gasparotto è disponibile e consultabile presso l'ISEC.

## Nella cultura di massa
- Il 4 novembre 2021, in occasione del centesimo anniversario dalla tumulazione del Milite Ignoto all'Altare della Patria, Rai 1 trasmette il docu-drama La scelta di Maria, in cui Gasparotto è interpretato da Cesare Bocci.